# The Talk of the Town
The Talk of the Town és una pel·lícula estatunidenca dirigida per George Stevens, estrenada el 1942.

## Argument
Quan el Holmes Woolen Mill queda destrossat per un incendi, el seu director, Andrew Holmes, acusa un dels empleats, Leopold Dilg, contestatari notori. Un home ha mort en el desastre, i Dilg, que clama per la seva innocència, es troba inculpat d'homicidi enmig d'una campanya de premsa sàviament orquestrada per Holmes. Havent aconseguit evadir-se, i decidit a aconseguir un judici just, troba refugi amb Nora Shelley, una antiga companya de classe. Però aquesta última lloga justament la seva casa a Michael Lightcap, un important jurista de Bòston que ha arribat per escriure un llibre.

## Repartiment
- Cary Grant: Leopold Dilg - Joseph
- Jean Arthur: Miss Nora Shelley
- Ronald Colman: Professor Michael Lightcap
- Edgar Buchanan: Sam Yates
- Glenda Farrell: Regina Bush
- Charles Dingle: Andrew Holmes
- Emma Dunn: Mrs. Shelley
- Rex Ingram: Tilney
- Leonid Kinskey: Jan Pulaski
- Don Beddoe: El cap de la polícia

I, entre els actors que no surten als crèdits:
- Leslie Brooks: Secretària
- Lloyd Bridges: Donald Forrester

## Producció
The Talk of the Town inicialment havia de tenir el títol "Mr. Twilight", però Cary Grant va insistir que es canviés; sospitava que si la pel·lícula suggeria el protagonisme d'un personatge masculí, perquè Colman, que tenia el millor paper, seria l'estrella. El títol The Talk of the Town estava registrat per Universal Studios i Columbia va haver de donar-los els drets per utilitzar Sin Town a canvi. La pel·lícula ara es considera un clàssic. Altres títols que es van tenir en compte són "Three's a Crowd", "The Gentlemen Misbehave", "Justice Winks an Eye", "In Love with You", "You're Wonderful", "A Local Affair", "The Woman's Touch", "Morning for Angels", "Scandal in Lochester", "The Lochester Affair" i, fins i tot, "Nothing Ever Happens".

## Nominacions[1]
- 1943: Oscar al millor guió original per Sidney Harmon
- 1943: Oscar al millor guió adaptat per Sidney Buchman i Irwin Shaw
- 1943: Oscar a la millor fotografia per Ted Tetzlaff
- 1943: Oscar al millor muntatge per Otto Meyer
- 1943: Oscar a la millor banda sonora per Friedrich Hollaender i Morris Stoloff
- 1943: Oscar a la millor direcció artística per Lionel Banks, Rudolph Sternad i Fay Babcock